# Первый дивизион чемпионата мира по хоккею с шайбой среди юниорских команд 2018 (женщины)
Чемпионат мира по хоккею с шайбой среди женских юниорских команд 2018 года в I-м дивизионе — спортивное соревнование по хоккею с шайбой под эгидой ИИХФ, которое проходило с 6 по 14 января 2018 года в польском Катовице и в Италии в городе Азиаго. Места проведения турнира определены на ежегодном конгрессе ИИХФ, который состоялся в мае 2017 г. во время чемпионата мира.

## Итоги
- По итогам турнира в группе А: команда, занявшая первое место получила право играть в ТОП-дивизионе чемпионата мира 2019 года, а команда, которая заняла последнее место, перешла в группу B первого дивизиона чемпионата мира 2019 года.
- По итогам турнира в группе B команда, которая заняла первое место, получила право играть в 2019 году в группе А, а команда, которая заняла последнее место, перешла в квалификационную группу второго дивизиона чемпионата мира 2019 года.

### Группа A
- Япония вышла в Топ-дивизион чемпионата мира 2019.
- Норвегия перешла в группу В первого дивизиона 2019 года.

### Группа B
- Дания вышла в группу А первого дивизиона 2019 года.
- Австралия перешла в квалификационную группу второго дивизиона 2019 года.

## Участвующие команды
В чемпионате приняли участие 12 национальных команд — девять из Европы, две из Азии и одна из Океании. Сборная Японии пришла из ТОП-дивизиона, сборная Австралии пришла из квалификационной группы первого дивизиона, остальные — с прошлого турнира первого дивизиона.

### Группа А
| Сборная  | Квалификация                                                                          |
| -------- | ------------------------------------------------------------------------------------- |
| Япония   | Заняла 8-е место в группе A топ-дивизиона и вылетела оттуда в 2017 году               |
| Словакия | Заняла 2-е место в группе A первого дивизиона в прошлом году                          |
| Норвегия | Заняла 3-е место в группе A первого дивизиона в прошлом году                          |
| Венгрия  | Заняла 4-е место в группе A первого дивизиона в прошлом году                          |
| Австрия  | Заняла 5-е место в группе A первого дивизиона в прошлом году                          |
| Италия   | Хозяева, заняла 1-е место в группе B первого дивизиона и поднялась оттуда в 2017 году |

### Группа В
| Сборная        | Квалификация                                                                |
| -------------- | --------------------------------------------------------------------------- |
| Франция        | Заняла 6-е место в группе А первого дивизиона и вылетела оттуда в 2017 году |
| Дания          | Заняла 2-е место в группе B первого дивизиона в прошлом году                |
| Польша         | Хозяева, заняла 3-е место в группе B первого дивизиона в прошлом году       |
| Великобритания | Заняла 4-е место в группе B первого дивизиона в прошлом году                |
| Китай          | Заняла 5-е место в группе B первого дивизиона в прошлом году                |
| Австралия      | Заняла 1-е место в квалификационной группе первого дивизиона                |

## Турнир
|  | Команда, выходящая в ТОП-дивизион чемпионата мира 2019 года                 |
|  | Команда, переходящая в группу B первого дивизиона чемпионата мира 2019 года |

## Группа A
| М | Сборная  | И | В | ВО | ПО | П | ШЗ | ШП | РШ  | О  |
| - | -------- | - | - | -- | -- | - | -- | -- | --- | -- |
| 1 | Япония   | 5 | 5 | 0  | 0  | 0 | 21 | 1  | +20 | 15 |
| 2 | Словакия | 5 | 3 | 1  | 0  | 1 | 18 | 11 | +7  | 11 |
| 3 | Италия   | 5 | 2 | 0  | 1  | 2 | 13 | 14 | -1  | 7  |
| 4 | Австрия  | 5 | 2 | 0  | 0  | 3 | 10 | 17 | -7  | 6  |
| 5 | Венгрия  | 5 | 1 | 0  | 1  | 3 | 8  | 18 | -10 | 4  |
| 6 | Норвегия | 5 | 0 | 1  | 0  | 4 | 4  | 13 | -9  | 2  |

## Группа В
|  | Команда, выходящая в группу А первого дивизиона чемпионата мира 2019 года                  |
|  | Команда, переходящая в квалификационную группу второго дивизиона чемпионата мира 2019 года |

### Таблица
| М | Сборная        | И | В | ВО | ПО | П | ШЗ | ШП | РШ  | О  |
| - | -------------- | - | - | -- | -- | - | -- | -- | --- | -- |
| 1 | Дания          | 5 | 5 | 0  | 0  | 0 | 30 | 3  | +27 | 15 |
| 2 | Франция        | 5 | 4 | 0  | 0  | 1 | 16 | 6  | +10 | 12 |
| 3 | Польша         | 5 | 3 | 0  | 0  | 2 | 17 | 9  | +8  | 9  |
| 4 | Китай          | 5 | 1 | 1  | 0  | 3 | 9  | 22 | -13 | 5  |
| 5 | Великобритания | 5 | 1 | 0  | 0  | 4 | 7  | 15 | -8  | 3  |
| 6 | Австралия      | 5 | 0 | 0  | 1  | 4 | 6  | 30 | -24 | 1  |